# Groß Niendorf (Meclemburgo-Pomerânia Ocidental)
Groß Niendorf é um município da Alemanha localizado no distrito de Parchim, estado de Meclemburgo-Pomerânia Ocidental.
Pertence ao Amt de Parchimer Umland.